# 波索阿尔孔
波索阿尔孔，是西班牙安达卢西亚自治区哈恩省的一个市镇。总面积139平方公里，总人口5600人（2001年），人口密度40人/平方公里。